# 御陣乗太鼓
御陣乗太鼓（ごじんじょだいこ）は、石川県輪島市名舟町に伝わる伝統芸能で、お面を被った人々が陣太鼓を打ち鳴らしながら勇壮に舞い、名舟大祭の一部として行われる。日本遺産構成文化財。

## 由来

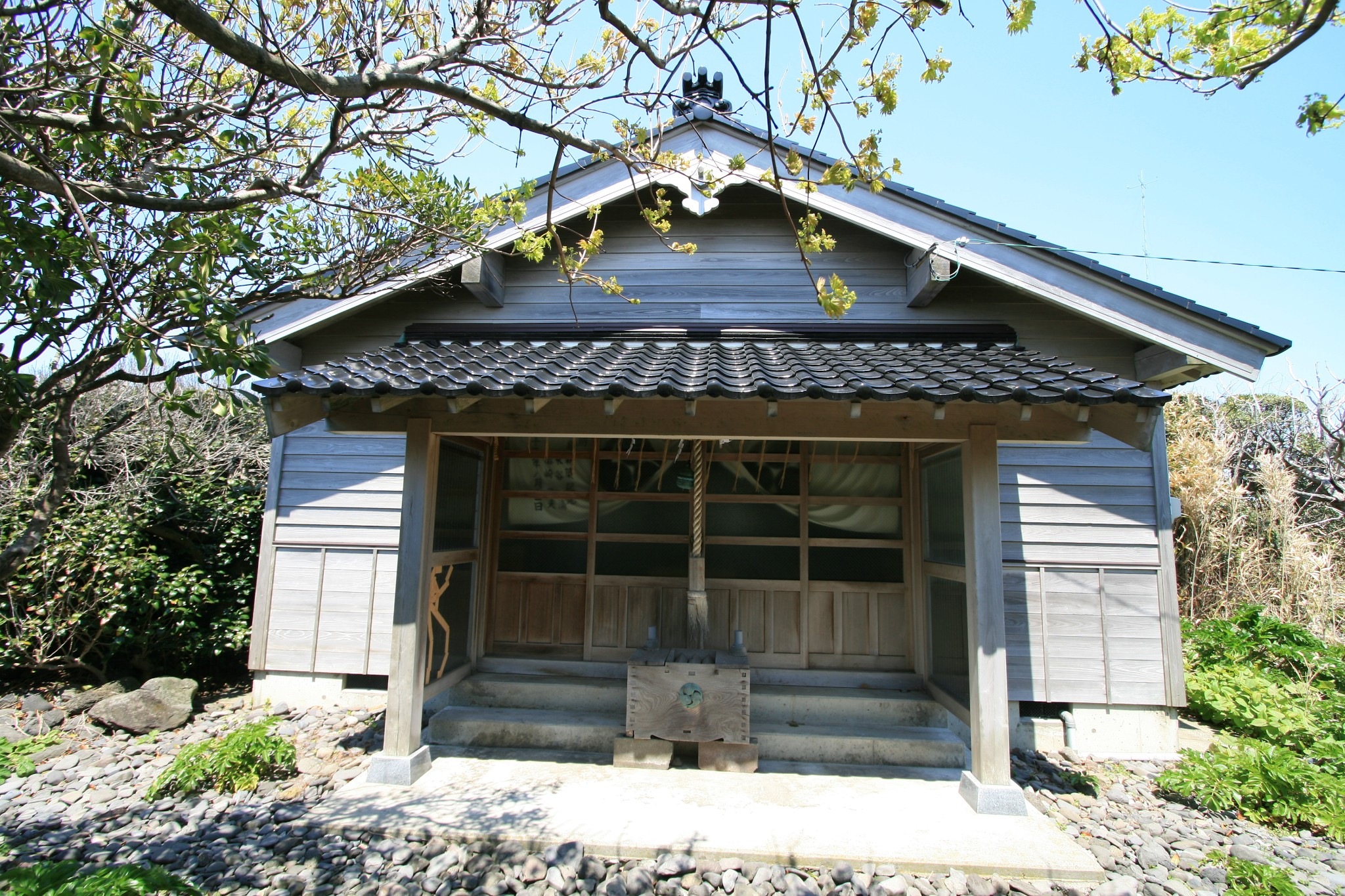
奥津比咩神社（舳倉島、2013年）

越後の上杉謙信は1576年以来能登へ攻め入り、翌年に名舟村をも攻撃したが、村人は鍬や鎌など以外は武器は持たなかったため、古老の知恵を借りて、樹皮のお面と海藻の頭髪で仮装し、太鼓を打ち鳴らして夜襲を掛け、上杉軍を退散させたという。村人達は名舟沖48kmにある舳倉島奥津比咩神社の大祭に御陣乗太鼓の舞いを奉納するようになった、

## 名舟大祭
御陣乗太鼓は1960年代には、付近の国道249号の交通を止めて、トンネル内で日本海の波音を聞きながら観光目的に行われた時代もあったが、現在は「名舟大祭」の一部として行われるように戻っている。
名舟大祭は毎年7月31日・8月1日に名舟にある白山系奥津比咩神社の祭りとして行われて、初日は夜９時にキリコ（切籠） の巡航が行われる。2日目は本祭りで、午後２時名舟海岸に神輿が到着して、船に神輿を乗せて海に建つ鳥居まで祭神を送り、海岸の広場では同時に御陣乗太鼓の奉納が行われる。

## ドキュメンタリー
- 新日本紀行「波濤の太鼓　〜奧能登・外浦〜」（1971年、NHK総合）[3]